# Shopify
Shopify Inc. là một công ty thương mại điện tử đa quốc gia của Canada có trụ sở chính tại Ottawa, Ontario. Shopify là tên của nền tảng thương mại điện tử độc quyền dành cho các cửa hàng trực tuyến và hệ thống điểm bán lẻ. Nền tảng Shopify cung cấp cho các nhà bán lẻ trực tuyến một bộ dịch vụ bao gồm các công cụ thanh toán, tiếp thị, vận chuyển và tương tác với khách hàng.
Công ty báo cáo rằng có hơn 2 triệu doanh nghiệp ở khoảng 175 quốc gia sử dụng nền tảng của mình tính đến tháng 12 năm 2022, phân bổ về mặt địa lý như sau: 55% Bắc Mỹ, 25% Châu Âu, Trung Đông và Châu Phi, 15% Châu Á Thái Bình Dương, Úc và Trung Quốc và 5% ở Mỹ Latinh (Mexico và Nam Mỹ). Theo BuildWith, có 1,58 triệu trang web chạy trên nền tảng Shopify tính đến năm 2021. Theo W3Techs, 4,4% trong số 10 triệu trang web hàng đầu sử dụng Shopify. Tổng khối lượng hàng hóa tổng cộng (GMV) vượt mức 197 tỷ đô la Mỹ trong năm dương lịch 2022. Kể từ tháng 7 năm 2022, Shopify nằm trong số 20 công ty giao dịch công khai lớn nhất Canada theo giá trị vốn hóa thị trường.

## Lịch sử

### 2006: Thành lập
Shopify được thành lập vào năm 2006 bởi Tobias Lütke và Scott Lake sau khi cố gắng xây dựng Snowdevil, một cửa hàng trực tuyến bán thiết bị trượt tuyết. Không hài lòng với các sản phẩm thương mại điện tử hiện có trên thị trường, Lütke, một lập trình viên máy tính, đã tự xây dựng sản phẩm của riêng mình. Lütke đã sử dụng khung ứng dụng web nguồn mở Ruby on Rails để xây dựng cửa hàng trực tuyến của Snowdevil và ra mắt nó sau hai tháng phát triển.
Những người sáng lập Snowdevil đã ra mắt nền tảng với tên gọi Shopify vào tháng 6 năm 2006. Shopify đã tạo một ngôn ngữ mẫu mã nguồn mở có tên là Liquid, được viết bằng Ruby và được sử dụng từ năm 2006. Vào tháng 6 năm 2009, Shopify đã ra mắt nền tảng giao diện lập trình ứng dụng (API) và App Store. API cho phép nhà phát triển tạo ứng dụng cho cửa hàng trực tuyến Shopify rồi bán chúng trên Cửa hàng ứng dụng Shopify.

### Thập niên 2010
Vào tháng 4 năm 2010, Shopify đã ra mắt ứng dụng di động miễn phí trên Apple App Store. Ứng dụng cho phép chủ sở hữu cửa hàng Shopify xem và quản lý cửa hàng của họ từ thiết bị di động iOS. Năm 2010, Shopify bắt đầu cuộc thi Build-A-Business, trong đó những người tham gia tạo doanh nghiệp bằng nền tảng thương mại của mình. Những người chiến thắng cuộc thi sẽ nhận được giải thưởng là tiền mặt và sự cố vấn từ các doanh nhân, chẳng hạn như Richard Branson, Eric Ries và những người khác. Shopify được Tạp chí Kinh doanh Ottawa vinh danh là Công ty phát triển nhanh nhất Ottawa vào năm 2010. Công ty đã nhận được 7 triệu đô la từ vòng tài trợ vốn mạo hiểm Series A ban đầu vào tháng 12 năm 2010. Vòng Series B của nó đã huy động được 15 triệu đô la vào tháng 10 năm 2011. Vào tháng 2 năm 2012, Shopify mua lại Select Start Studios Inc ("S3"), một nhà phát triển phần mềm di động, cùng với 20 kỹ sư và nhà thiết kế di động của công ty. Vào tháng 8 năm 2013, Shopify mua lại Jet Cooper, một studio thiết kế gồm 25 người có trụ sở tại Toronto.
Vào tháng 8 năm 2013, Shopify đã công bố triển khai quan hệ đối tác Shopify Payments với Stripe. Shopify Payments cho phép người bán chấp nhận thanh toán mà không yêu cầu cổng thanh toán của bên thứ ba. Công ty cũng đã công bố ra mắt hệ thống điểm bán hàng lấy iPad làm trung tâm. Nó sử dụng iPad để chấp nhận thanh toán từ thẻ ghi nợ và thẻ tín dụng. Công ty đã nhận được 100 triệu đô la tài trợ Series C vào tháng 12 năm 2013. Đến năm 2014, nền tảng này đã có khoảng 120.000 nhà bán lẻ trực tuyến, và được xếp hạng 3 trong Deloitte's Fast50 ở Canada, cũng như hạng 7 trong Deloitte's Fast 500 của Bắc Mỹ. Shopify kiếm được 105 triệu đô la doanh thu trong năm 2014, gấp đôi so với năm trước. Vào tháng 2 năm 2014, Shopify đã phát hành "Shopify Plus" dành cho các doanh nghiệp thương mại điện tử lớn có quyền truy cập vào các tính năng và hỗ trợ bổ sung.
Vào ngày 14 tháng 4 năm 2015, Shopify đã nộp đơn đăng ký chào bán cổ phiếu lần đầu ra công chúng (IPO) trên Sở giao dịch chứng khoán New York và Sở giao dịch chứng khoán Toronto với mã giao dịch lần lượt là "SHOP" và "SH". Shopify ra mắt công chúng vào ngày 21 tháng 5 năm 2015 và khi ra mắt lần đầu tiên trên Sàn giao dịch chứng khoán New York, bắt đầu giao dịch ở mức 28 đô la Mỹ, cao hơn 60% so với giá chào bán 17 đô la Mỹ, với đợt IPO huy động được hơn 131 triệu đô la Mỹ. Vào tháng 9 năm 2015, Amazon.com thông báo sẽ đóng cửa dịch vụ Cửa hàng trực tuyến Amazon dành cho người bán và đã chọn Shopify làm nhà cung cấp dịch vụ di chuyển ưu tiên; Cổ phiếu của Shopify đã tăng hơn 20% sau tin tức.
Vào tháng 4 năm 2016, Shopify đã công bố Shopify Capital, một sản phẩm ứng trước tiền mặt. Shopify Capital ban đầu được thử nghiệm cho người bán ở Hoa Kỳ và cho phép người bán nhận tạm ứng thu nhập trong tương lai được xử lý thông qua cổng thanh toán của họ. Kể từ khi ra mắt vào năm 2016, Shopify Capital đã tài trợ hơn 2 tỷ USD cho người bán trên Shopify với khoản tạm ứng tối đa là 2 triệu USD. Vào ngày 3 tháng 10 năm 2016, Shopify mua lại Boltmade. Vào tháng 11 năm 2016, Shopify hợp tác với Paystack cho phép các nhà bán lẻ trực tuyến của Nigeria chấp nhận thanh toán từ khách hàng trên khắp thế giới. Vào ngày 22 tháng 11 năm 2016, Shopify đã ra mắt Frenzy, một ứng dụng dành cho thiết bị di động giúp cải thiện doanh số bán hàng chớp nhoáng. Vào ngày 5 tháng 12 năm 2016, Shopify đã mua lại studio phát triển sản phẩm di động Tiny Hearts có trụ sở tại Toronto. Tòa nhà Tiny Hearts đã được chuyển thành văn phòng nghiên cứu và phát triển của Shopify.
Vào tháng 1 năm 2017, Shopify đã công bố tích hợp với Amazon, cho phép người bán bán hàng trên Amazon từ các cửa hàng Shopify của họ. Cổ phiếu của Shopify đã tăng gần 10% sau thông báo này. Vào tháng 4 năm 2017, Shopify đã giới thiệu đầu đọc thẻ ghi nợ và thẻ tín dụng hỗ trợ Bluetooth dành cho các giao dịch mua bán lẻ trực tiếp truyền thống. Kể từ đó, công ty đã phát hành công nghệ bổ sung cho các nhà bán lẻ truyền thống, bao gồm hệ thống điểm bán hàng với Dock và Giá bán lẻ tương tự như Square cung cấp và đầu đọc thẻ chip có cảm ứng.
Shopify đã công bố tính năng thanh toán bằng một cú nhấp chuột có tên là Shopify Pay vào tháng 4 năm 2017 như một tính năng độc quyền dành cho người bán sử dụng Shopify Payments làm bộ xử lý thanh toán của họ. Khách hàng có thể lưu thông tin giao hàng và thanh toán của mình để mua hàng trong tương lai trên tất cả các cửa hàng Shopify tham gia. Vào tháng 11 năm 2017, Shopify đã công bố Đến, một ứng dụng di động giúp khách hàng theo dõi các gói hàng đã mua từ cả người bán trên Shopify và các trang web thương mại điện tử khác.
Vào tháng 9 năm 2018, Shopify đã công bố kế hoạch bố trí hàng nghìn nhân viên tại khu phố King West của Toronto vào năm 2022 như một phần của khu phức hợp "The Well", thuộc sở hữu chung của Allied Properties REIT và RioCan REIT. Vào tháng 10 năm 2018, Shopify đã mở không gian vật lý đầu tiên tại Los Angeles. Không gian cung cấp các lớp học, một "thanh thiên tài" cho các công ty sử dụng phần mềm Shopify và hội thảo.  Hoạt động bán cần sa trực tuyến ở Ontario đã sử dụng phần mềm của Shopify khi loại thuốc này được hợp pháp hóa vào tháng 10 năm 2018. Phần mềm của Shopify cũng được sử dụng để bán cần sa trực tiếp ở Ontario kể từ khi hợp pháp hóa vào năm 2019.
Vào tháng 1 năm 2019, Shopify đã công bố ra mắt Shopify Studios, một nhà sản xuất và cung cấp nội dung phim và truyền hình trọn gói. Vào ngày 22 tháng 3 năm 2019, Shopify và nền tảng tiếp thị qua email Mailchimp đã kết thúc thỏa thuận tích hợp về các tranh chấp liên quan đến quyền riêng tư của khách hàng và việc thu thập dữ liệu. Vào tháng 4 năm 2019, Shopify đã công bố tích hợp với Snapchat để cho phép người bán trên Shopify mua và quản lý quảng cáo Snapchat Story trực tiếp trên nền tảng Shopify. Công ty trước đây đã có quan hệ đối tác tích hợp tương tự với Facebook và Google.
Vào tháng 5 năm 2019, Shopify đã mua Handshake, một nền tảng thương mại điện tử giữa doanh nghiệp với doanh nghiệp dành cho hàng hóa bán buôn. Nhóm Handshake đã được tích hợp vào Shopify Plus và Glen Coates, người sáng lập kiêm Giám đốc điều hành của Handshake, được bổ nhiệm làm Giám đốc Sản phẩm của Shopify Plus. Vào tháng 6 năm 2019, Shopify đã thông báo rằng họ sẽ ra mắt Mạng lưới thực hiện đơn hàng. Dịch vụ này hứa hẹn sẽ xử lý hậu cần vận chuyển cho người bán và sẽ cạnh tranh với công ty dẫn đầu đã có tên tuổi, Amazon FBA. Mạng lưới giao hàng Shopify sẽ khả dụng cho những thương nhân Hoa Kỳ đủ điều kiện ở một số tiểu bang.
Vào ngày 14 tháng 8 năm 2019, Shopify đã ra mắt Shopify Chat, một chức năng trò chuyện gốc mới cho phép người bán trò chuyện trong thời gian thực với khách hàng ghé thăm cửa hàng Shopify trực tuyến. Vào ngày 9 tháng 9 năm 2019, Shopify đã công bố việc mua lại 6 River Systems, một công ty có trụ sở tại Massachusetts chuyên sản xuất rô-bốt kho hàng. Việc mua lại đã được hoàn tất vào tháng 10, dẫn đến một thỏa thuận tiền mặt và cổ phần trị giá 450 triệu đô la Mỹ.

### Thập niên 2020
Vào năm 2020, công ty đã công bố tuyển dụng mới ở Vancouver, Canada và ảnh hưởng của đại dịch COVID-19 đã góp phần nâng giá cổ phiếu.
Vào ngày 21 tháng 2 năm 2020, Shopify đã công bố kế hoạch tham gia Hiệp hội Diem, được gọi là Hiệp hội Libra vào thời điểm đó. Vào ngày 11 tháng 3 năm 2020, trong đại dịch COVID-19, Shopify thông báo sẽ chuyển toàn bộ lực lượng lao động sang làm việc từ xa.
Vào tháng 2 năm 2020, Shopify Pay được đổi tên thành Shop Pay và vào tháng 4 năm 2020 Arrival được đổi tên thành Shop, kết hợp cả hai tính năng hướng tới khách hàng dưới một nhãn hiệu duy nhất.
Có thông tin cho rằng định giá của Shopify có thể sẽ tăng nhờ vào các lựa chọn mà công ty có trong công ty Khẳng định dự kiến sẽ sớm ra mắt công chúng. Vào tháng 11 năm 2020, Shopify đã công bố quan hệ đối tác với Alipay để hỗ trợ người bán thanh toán xuyên biên giới.
Kết quả là IPO vào ngày 13 tháng 1 năm 2021 của Affirm, 8% cổ phần của Shopify trong Affirm trị giá 2 tỷ USD. Khoảng một nửa giám đốc điều hành cấp C của Shopify đã rời công ty vào đầu năm 2021. Vào ngày 11 tháng 6 năm 2021, Shopify đã công bố việc mua lại Primer, một ứng dụng AR trên App Store cho phép người dùng xem trước các hạng mục cải tiến nhà cửa bằng kỹ thuật số. Vào ngày 29 tháng 6 năm 2021, Shopify đã xóa tỷ lệ chia sẻ doanh thu 20% cho các nhà phát triển ứng dụng kiếm được dưới 1 triệu đô la Mỹ mỗi năm.
Vào ngày 22 tháng 3 năm 2022, Shopify đã giới thiệu Linkpop, một sản phẩm nhằm tạo thị trường xã hội, có thương hiệu mà qua đó người bán có thể quảng cáo và tiếp thị sản phẩm của mình thông qua các liên kết được thêm vào các kênh truyền thông xã hội. Vào ngày 11 tháng 4 năm 2022, Shopify đã thông báo về việc mua lại Dovetale, một công ty khởi nghiệp tiếp thị người ảnh hưởng đến từ New York. Vào ngày 12 tháng 4 năm 2022, Shopify, Alphabet Inc., Meta Platforms, McKinsey & Company và Stripe, Inc. đã công bố cam kết trước thị trường trị giá 925 triệu đô la về việc loại bỏ carbon dioxide khỏi các công ty đang phát triển công nghệ này trong 9 năm tới. Vào ngày 18 tháng 1 năm 2022, Shopify công bố hợp tác với JD.com để cho phép các thương nhân Hoa Kỳ mở rộng hoạt động tại Trung Quốc, niêm yết sản phẩm của họ trên nền tảng thương mại điện tử xuyên biên giới JD Worldwide của JD.
Vào tháng 6 năm 2022, Shopify hợp tác với Twitter. Là một phần của thỏa thuận, Twitter đã thông báo rằng họ sẽ ra mắt ứng dụng kênh bán hàng cho tất cả người bán của Shopify tại Hoa Kỳ thông qua cửa hàng ứng dụng của mình. Shopify cũng hợp tác với PayPal để cung cấp Shopify Payments cho người bán ở Pháp.
Vào ngày 26 tháng 7 năm 2022, Lütke thông báo sa thải ngay lập tức tổng cộng khoảng 10% lực lượng lao động của mình. Trong một thông điệp gửi tới nhân viên, Giám đốc điều hành cho biết kế hoạch của công ty về tốc độ tăng trưởng vẫn tiếp tục đi theo quỹ đạo của hai năm qua "không hiệu quả" và buộc công ty phải cắt giảm quy mô.
Vào tháng 8 năm 2022, Shopify thông báo họ đang biến nền tảng tự động hóa tiếp thị thương mại điện tử Klaviyo trở thành đối tác giải pháp email được đề xuất cho nền tảng người bán Shopify Plus của mình, với khoản đầu tư chiến lược trị giá 100 triệu đô la Mỹ vào công ty.
Vào tháng 5 năm 2023, Shopify đã sa thải khoảng 20% lực lượng lao động và bán Shopify Logistics, bộ phận hậu cần nội bộ của mình, cho Flexport, công ty sau đó trở thành đối tác hậu cần ưa thích của nền tảng thương mại điện tử.

## Công nghệ
Shopify ban đầu được xây dựng trên Ruby on Rails vào năm 2004, sử dụng một phiên bản mySQL duy nhất. Vào năm 2014, Shopify đã giới thiệu sharding để phân phối Shopify cho nhiều cơ sở dữ liệu. Trong những năm qua, Shopify đã chuyển sang nhóm, các phiên bản được cách ly hoàn toàn.
Phía khách hàng của Shopify chủ yếu sử dụng thực thi Javascript.
Shopify cho phép các nhà phát triển độc lập phát triển giao diện và ứng dụng trên Shopify.

## Thể thao điện tử
Vào tháng 2 năm 2021, Shopify thông báo rằng công ty đã thành lập một tổ chức thể thao điện tử có tên là Shopify Rebellion và thành lập một đội StarCraft II chuyên nghiệp để thi đấu trong các giải đấu quốc tế. Các thành viên trong nhóm bao gồm cựu vô địch thế giới năm 2016 Byun Hyun-woo cũng như Sasha Hostyn.

## Logistics chặng cuối
Vào tháng 4 năm 2021, Shopify lần đầu tiên tham gia lĩnh vực Logistics chặng cuối bằng cách đầu tư vào Swyft, một công ty khởi nghiệp về Logistics kỹ thuật số có trụ sở tại Toronto. Là một phần của vòng cấp vốn Series A, tổng cộng 17,5 triệu đô la đã được huy động cho Swyft, do Inovia Capital và Forerunner Ventures đồng dẫn đầu với sự tham gia của Shopify.
Vào ngày 5 tháng 5 năm 2022, Shopify thông báo mua lại Deliverr, một công ty khởi nghiệp thực hiện thương mại điện tử có trụ sở tại San Francisco, California, với giá 2,1 tỷ đô la Mỹ bằng tiền mặt và cổ phiếu.
Vào tháng 5 năm 2023, Shopify đã kết thúc hoạt động kinh doanh Logistics của mình, lần lượt bán các thương vụ mua lại có liên quan trước đó là Deliverr và 6 River Systems cho Flexport và Ocado Group. Là một phần của thỏa thuận Flexport, Shopify đã nhận được 13% cổ phần trong thỏa thuận này, bên cạnh việc biến Flexport trở thành đối tác hậu cần chính thức của mình.

## Sự chỉ trích
Vào năm 2017, chiến dịch hashtag #DeleteShopify đã kêu gọi tẩy chay Shopify vì đã cho phép Breitbart News tổ chức một cửa hàng trên nền tảng của mình. Giám đốc điều hành của Shopify, Tobias Lütke, đã đáp lại những lời chỉ trích, nói rằng "từ chối hợp tác kinh doanh với trang web sẽ cấu thành vi phạm quyền tự do ngôn luận".
Vào tháng 10 năm 2017, người sáng lập Citron Research, người bán khống Andrew Left đã công bố một báo cáo cho rằng Shopify đã phóng đại số lượng thương nhân sử dụng nền tảng thương mại điện tử và mô tả đây là một kế hoạch "làm giàu nhanh chóng" trái với Ủy ban Thương mại Liên bang. quy định. Vào ngày báo cáo được công bố, cổ phiếu đã giảm hơn 11%. Left đã viết một báo cáo khác về Shopify vào tháng 4 năm 2019, nói rằng anh ấy tin rằng giá cổ phiếu của Shopify sẽ giảm 50% trong 12 tháng tới. Vào tháng 1 năm 2020, Left đã thông báo trong bức thư hàng năm gửi cho các nhà đầu tư rằng Citron Research đã thoát khỏi vị thế bán khống. Các báo cáo không dẫn đến một cuộc điều tra về Shopify của FTC.
Vào tháng 7 năm 2022, Shopify đã bị cơ quan giám sát truyền thông cánh tả Media Matters chỉ trích vì tổ chức cửa hàng trực tuyến của Libs of TikTok, người có ảnh hưởng cực hữu, chống LGBT. Trả lời Media Matters, người phát ngôn của Shopify tuyên bố rằng Libs của TikTok không vi phạm Chính sách sử dụng được chấp nhận của công ty, chính sách này "nêu rõ các hoạt động không được phép trên [nền tảng]." Vào tháng 11 năm 2022, điều này sự chỉ trích đã được đổi mới khi một bài báo được xuất bản bởi Tập đoàn Phát thanh Truyền hình Canada (CBC) nêu bật lời chỉ trích của thành viên Hội đồng Thành phố Ottawa, Ariel Troster đối với công ty sau vụ xả súng gần đây tại một hộp đêm LGBTQ. Chia sẻ bài viết của CBC, Nandini Jammi của Check My Ads đã chỉ trích Shopify trên Twitter. Đáp lại Jammi, Giám đốc điều hành Tobias Lütke đã tweet, "Shopify có chính sách sử dụng chấp nhận được đã công bố và một quy trình nguyên tắc để áp dụng chính sách đó. Đôi khi, các nhóm gây áp lực ở tất cả các bên cố gắng gây ảnh hưởng đến nó và CBC cần nhìn thấu điều đó để không khuếch đại câu chuyện thiếu thiện chí."

## Các vấn đề pháp lý
Vào tháng 12 năm 2021, một nhóm các nhà xuất bản bao gồm Pearson Education, Inc., Macmillan Learning, Cengage Learning, Inc., Elsevier Inc. và McGraw Hill đã kiện Shopify vì cho rằng Shopify đã không xóa được danh sách và cửa hàng bán bản sao vi phạm bản quyền các cuốn sách và tài liệu đào tạo của họ.

## Rò rỉ dữ liệu
Vào tháng 9 năm 2020, Shopify đã xác nhận một sự cố rò rỉ dữ liệu trong đó dữ liệu khách hàng của ít hơn 200 người bán đã bị đánh cắp. Một trong những thương nhân đó sau đó cho biết chỉ riêng hơn 4.900 khách hàng của họ đã bị truy cập thông tin của họ. Shopify tuyên bố rằng dữ liệu bị đánh cắp bao gồm tên, địa chỉ và chi tiết đơn đặt hàng, nhưng không phải "số thẻ thanh toán đầy đủ hoặc thông tin tài chính hoặc cá nhân nhạy cảm khác". Công ty cũng tuyên bố rằng không có bằng chứng nào chứng minh rằng dữ liệu đã được sử dụng. Shopify đã xác định hai "thành viên bất hảo" trong nhóm hỗ trợ của mình phải chịu trách nhiệm. Các nhân viên được đề cập đã bị sa thải và vấn đề đã được chuyển đến FBI.